# 김의건
김의건(1988년 5월 31일 ~ )은 대한민국의 배우이다.

## 출연작

### 영화
- 《인랑》 (2018년) - 공안부 특수임무팀 2 역
- 《밀정》 (2016년) - 허정구 역
- 《작은 연못》 (2010년) - 김씨 아들 웅이 역

### 드라마
- 《순정에 반하다》 (2015년, JTBC)

### 뮤지컬
- 《오리지널 드로잉쇼》

### 연극
- 《물고기들》 - 에드가 역
- 《백돌비가》 - 사관 역
- 《유리》 - 유형사 역
- 《마르고 닳도록》
- 《극적인 하룻밤》 - 한정훈 역